# 阿尔察赫共和国国旗
阿尔察赫共和国國旗啟用於1992年6月2日，與亞美尼亞國旗相似，但在右側增加了數條白色條紋，象征着阿尔察赫目前与亚美尼亚分离，以及它最终与祖国合并的愿望。

## 概要
1992年6月2日，在南高加索地区，分裂出去的阿尔扎赫共和国事实上独立。纳卡共和国采用了一面源自亚美尼亚国旗的紅、藍、橘三色国旗，並在国旗上添加了一个白色的五齿阶梯图案，从国旗的两个边缘开始，在距离那边三分之一的地方汇合。紅色象征亚美尼亚高原以及納戈爾諾－卡拉巴赫共和國人民为了生存和保卫基督教信仰所做的不懈努力，也代表亚美尼亚民族的独立与自由；蓝色象征納戈爾諾－卡拉巴赫共和國人民在宁静苍穹下生活的心愿；橘色象征当地亚美尼亚族的创造天分和勤劳的天性；而白色图案代表亚美尼亚阿尔扎赫的山脉，也形成了一个指向西方的箭头，象征着对大亚美尼亚和最终与亚美尼亚统一的渴望，以及納戈爾諾－卡拉巴赫愿早日并入亚美尼亚，完成民族统一的心愿。这象征着该地区的亚美尼亚人、亚美尼亚文化和人口，三角形的形状和之字形的切割代表着阿尔扎赫是亚美尼亚的一个外飞地。国旗上的白色图案也与地毯上使用的图案相似，地毯是国家身份的象征。 
国旗的宽度与长度之比为1:2，与亚美尼亚三色旗相同。